# 麻栗坡蝴蝶兰
麻栗坡蝴蝶兰（学名：Phalaenopsis malipoensis），一种分布于中国云南及越南等地区的兰花，属于兰科蝴蝶兰属。在中国属于国家二级重点保护野生植物。
2007年曾有报道在云南临沧发现罗氏蝴蝶兰（Phalaenopsis lobbii）分布，但2010年研究人员结合文献中的图版及标本进一步鉴定发现，该种为鉴定错误，实为麻栗坡蝴蝶兰。

## 形态特征
麻栗坡蝴蝶兰附生树木上，根扁平，达50厘米。茎短，被叶鞘包围。叶近基生，长圆形到椭圆形。花生于茎基部，总状花序，花序梗绿色；花苞片黄绿色，三角形披针形，渐尖。萼片和花瓣白色，有时微染淡黄，唇白和橙色或橙黄色，花盘和中部裂片的中部微染褐色，柱白色，在前面的基部有1或2个新月形或半圆形的棕色斑纹；花梗和子房白色微染淡绿色。背面萼片长圆形椭圆形，钝；侧生萼片斜卵形椭圆形，基部贴生于柱足，有时背面具龙骨状突起。花瓣匙形或狭倒卵形，圆形；唇瓣3浅裂；侧裂片直立，近平行，中间分叉形成U形复合结构，近披针形，花盘中间有2个橙色和带褐色的愈伤组织；基部胼胝体深分叉，具新月形的冠状附属物横向位于中间附近，胼胝体的每个臂分成2丝状线形触角。花期4-5月。